# Ocean Shores (Nouvelle-Galles du Sud)
Ocean Shores est une ville australienne située dans le comté de Byron en Nouvelle-Galles du Sud.

## Géographie
Ocean Shores est située sur la côte du Pacifique, au bord du bassin versant de la rivière Brunswick, à 20 km au nord de Byron Bay, sur un terrain surélevé offrant une vue dégagée sur la mer de Corail. La ville est distante de 780 km de Sydney mais seulement de 150 km de Brisbane dans le Queensland.

## Histoire
Créée en 1969, Ocean Shores est à l'origine une propriété privée appartenant à Wendel West et au chanteur américain Pat Boone, résident à Ocean Shores dans l'État de Washington. Elle devient une ville en 1977.

## Démographie
En 2016, la population s'élevait à 5 137 habitants.